# Gustav Hugo
Gustav Hugo (Lörrach, 23 de novembro de 1764 – Gotinga, 15 de setembro de 1844) foi um jurista alemão.

## Biografia
Nascido em Lörrach, no então Grão-ducado de Baden, estudou o gymnasium em Karlsruhe e, em 1782, entrou na Universidade de Gotinga, onde estudou direito por três anos. Tendo conseguido um emprego como tutor do príncipe de Anhalt-Dessau, doutorou-se na Universidade de Halle, em 1788. Chamado para ser professor substituto de direito em Gotinga, tornou-se um professor titular em 1792.

## Importância
Precursor da Escola Histórica do Direito, tendo estabelecido as bases da crítica ao jusnaturalismo a partir da noção de Direito como fato histórico peculiar à cultura de um determinado povo (sua tradição, sua história). Assim, propõe-se a conceber o direito positivo não como produto da razão dogmática, mas sim como fenômeno histórico.

## Obras
- 1790-1837 - Zivilistisches Magazin (6 volumes)
- 1792-1821 - Lehrbuch eines civilistischen Cursus (7 volumes)
- 1828-1829 - 'Beiträge zur civilistischen Bucherkenntniss der letzten vierzig Jahre